# Donald Middleton
Donald King Middleton (* 24. Februar 1922 in Chicago; † 2015) war ein britischer Diplomat.

## Leben
Middleton war im Zweiten Weltkrieg Offizier und geriet 1940 in deutsche Kriegsgefangenschaft. Er saß im Oflag IV-C ein.
Er war von 1973 bis 1975 stellvertretender Hochkommissar des Vereinigten Königreichs in Ibadan (Nigeria).
Dann war er von 1977 bis 1982 Hochkommissar in Papua-Neuguinea.